# Łagiewniki (Kraków)

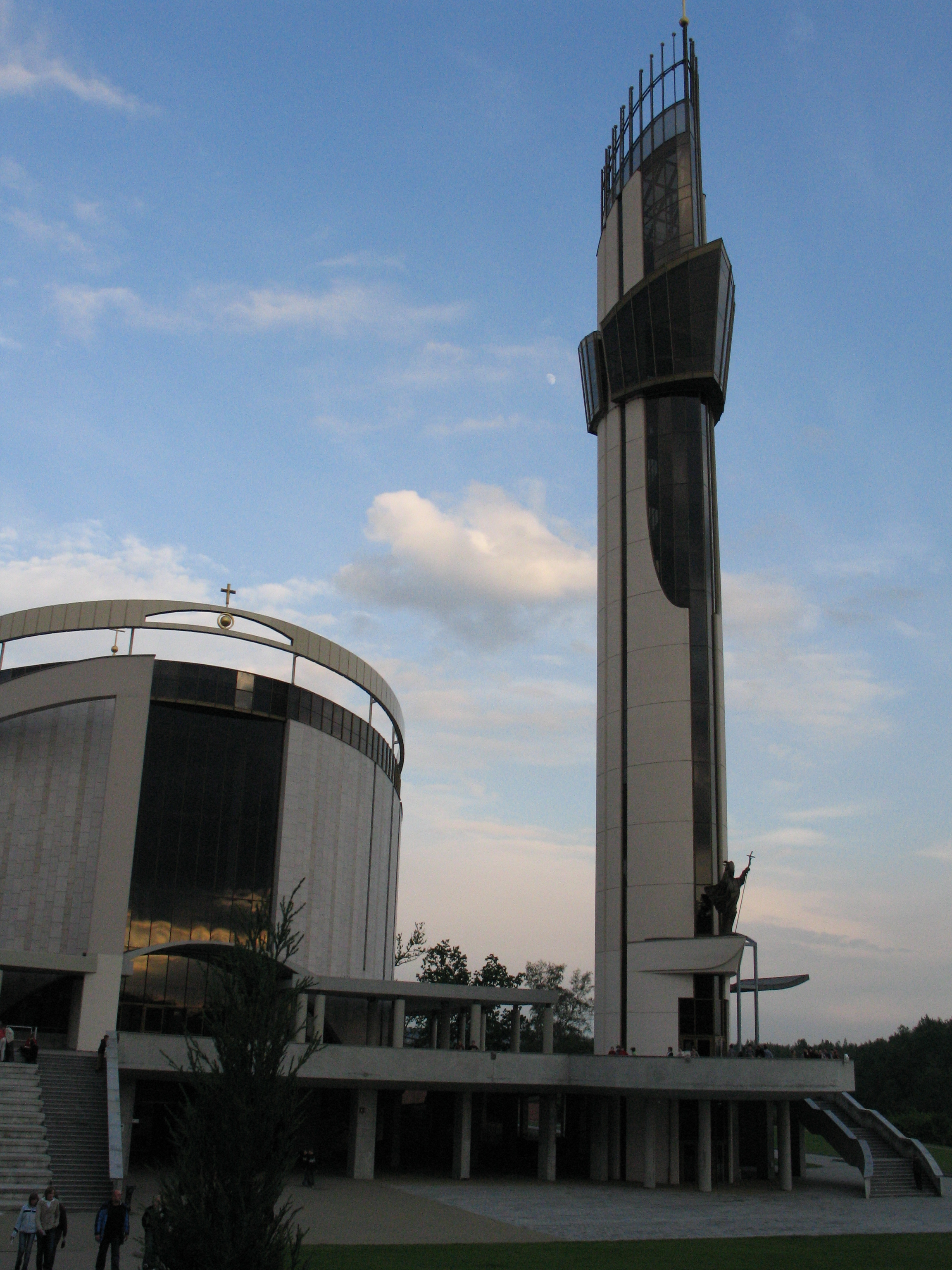
Sanktuarium Bożego Miłosierdzia w Łagiewnikach (2006)

Łagiewniki – obszar Krakowa wchodzący w skład Dzielnicy IX Łagiewniki-Borek Fałęcki, znajdującej się w południowej części miasta. Dominuje niska zabudowa jednorodzinna. Znane są z sanktuarium Bożego Miłosierdzia. Do Łagiewnik pielgrzymowali papieże Jan Paweł II, Benedykt XVI oraz Franciszek. W Łagiewnikach znajduje się także kościół Parafialny pw. Najświętszego Serca Pana Jezusa, kilka zabytkowych kapliczek, pomniki oraz przystanek kolejowy Kraków Łagiewniki, na którym w latach 2006–2009 zatrzymywał się Pociąg Papieski.
W maju 2009 roku na terenie poprodukcyjnym byłych Krakowskich Zakładów Sodowych „Solvay” ruszyła budowa Centrum Jana Pawła II „Nie lękajcie się”. Tereny te, tzw. Białe Morza, leżą pomiędzy rzeką Wilgą a linią kolejową w kierunku Zakopanego. Z inicjatywą budowy centrum wystąpił kard. Stanisław Dziwisz, który przeznaczył na ten cel honoraria z książki i filmu Świadectwo. Pieniądze na budowę pochodzą także od wiernych.
Na terenie Łagiewnik znajduje się kilka placówek oświatowych i wychowawczych:
- Szkoła Podstawowa nr 56 im. Tadeusza Rejtana
- Zespół Szkół Ogólnokształcących i Przemysłu Skórzanego im. Jana Kilińskiego
- Ośrodek Szkolno-Wychowawczy oraz Szkoła Podstawowa nr 165 dla dzieci z afazją
- Młodzieżowy Ośrodek Wychowawczy im. Świętej Siostry Faustyny Zgromadzenia Sióstr Matki Bożej Miłosierdzia zajmujący się resocjalizacją dziewcząt.

Łagiewniki sąsiadują z Borkiem Fałęckim, Bonarką, osiedlem Cegielniana oraz osiedlem Wola Duchacka Zachód.

## Historia
W czasach średniowiecznych Łagiewniki należały do rycerstwa polskiego. Osada ta została założona w roku 1373. Nazwa ukształtowana w tym właśnie okresie pochodzi od słowa łagiewnik oznaczającego bednarza, słodownika, piwowara lub miodosytnika. Świadczy ona, czym zajmowali się mieszkańcy. W połowie XV wieku władzę objął kasztelan krakowski. Założył on folwark, na terenie którego w drugiej połowie XVI wieku zbudowano dwór kasztelański. Wieś królewska położona była w drugiej połowie XVI wieku w powiecie szczyrzyckim województwa krakowskiego. Wchodziła w skład klucza myślenickiego, stanowiącego uposażenie kasztelanów krakowskich. Głównym zarobkiem mieszkańców okolicy do XVIII wieku był handel mięsem, sianem i słomą z dworem królewskim. Na terenie Łagiewnik znajdowała się kiedyś papiernia.
Po I rozbiorze Polski osada została mieniem prywatnym. Do XVIII wieku była to mała osada. Dopiero kiedy na przełomie XIX i XX wieku odkryto złoża iłów łupkowych i gipsu, okolica ta stała się dużym okręgiem przemysłowym w Krakowie. Budowano młyny, piekarnie, cegielnie itp. Dzisiejsza ulica Zakopiańska była niegdyś traktem cesarskim z Wiednia do Lwowa. Kilkadziesiąt lat później powstał trakt kolejowy z przystankiem w dawnym Borku (obecnie Łagiewnikach) wybudowanym w 1910 roku. W latach międzywojennych na tym terenie powstała Łagiewnicka Fabryka Armatur i Fabryka Mebli S. Mannego. Zbudowano także linię tramwajową, łączącą podmiejską aglomerację z innymi dzielnicami Krakowa. W roku 1941 Łagiewniki wraz z Borkiem Fałęckim włączono do miasta Krakowa. W latach 1889–1893 przy obecnej ul. Siostry Faustyny powstał klasztor Sióstr Matki Bożej Miłosierdzia.

## Galeria

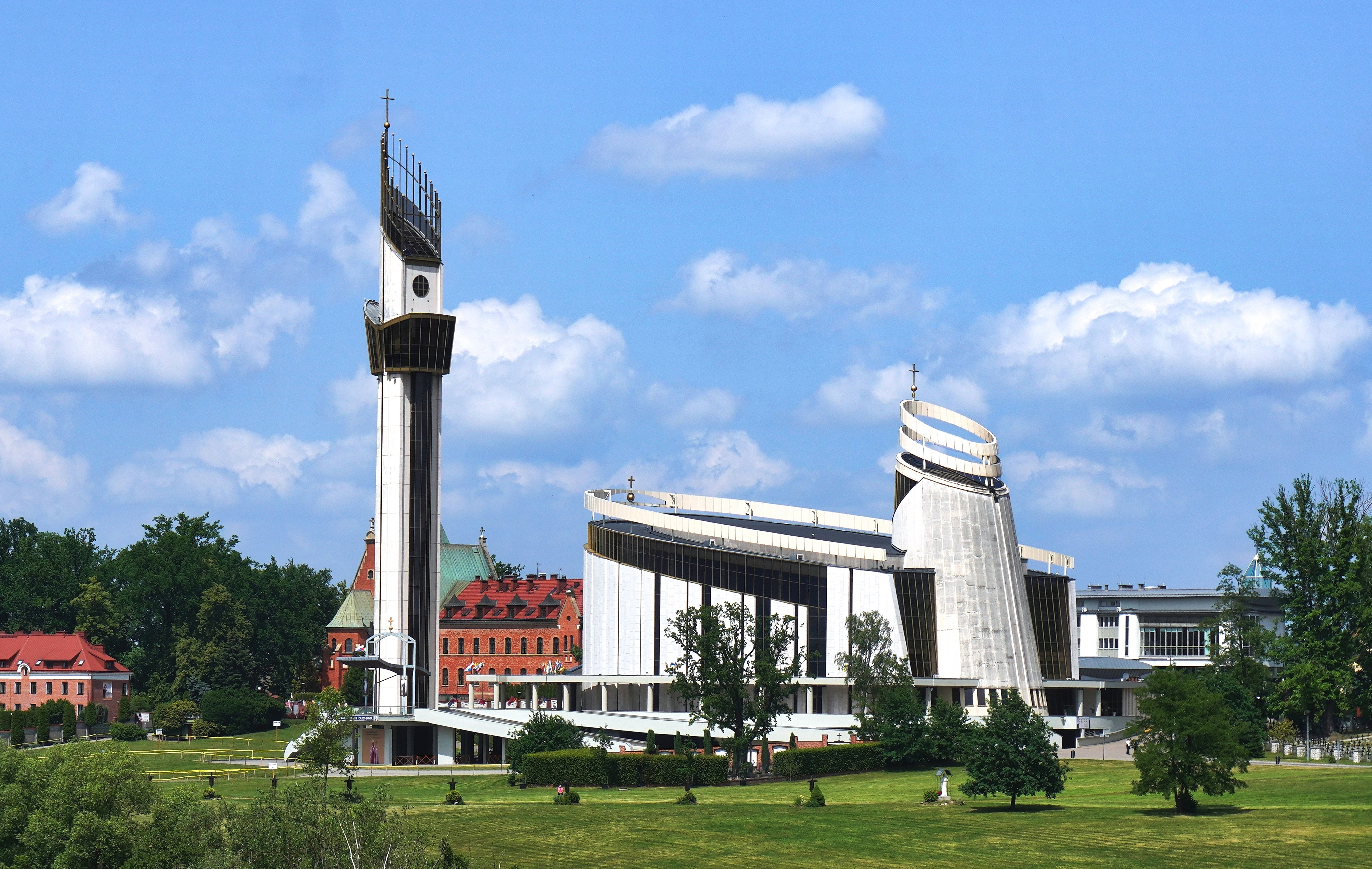
Bazylika Bożego Miłosierdzia
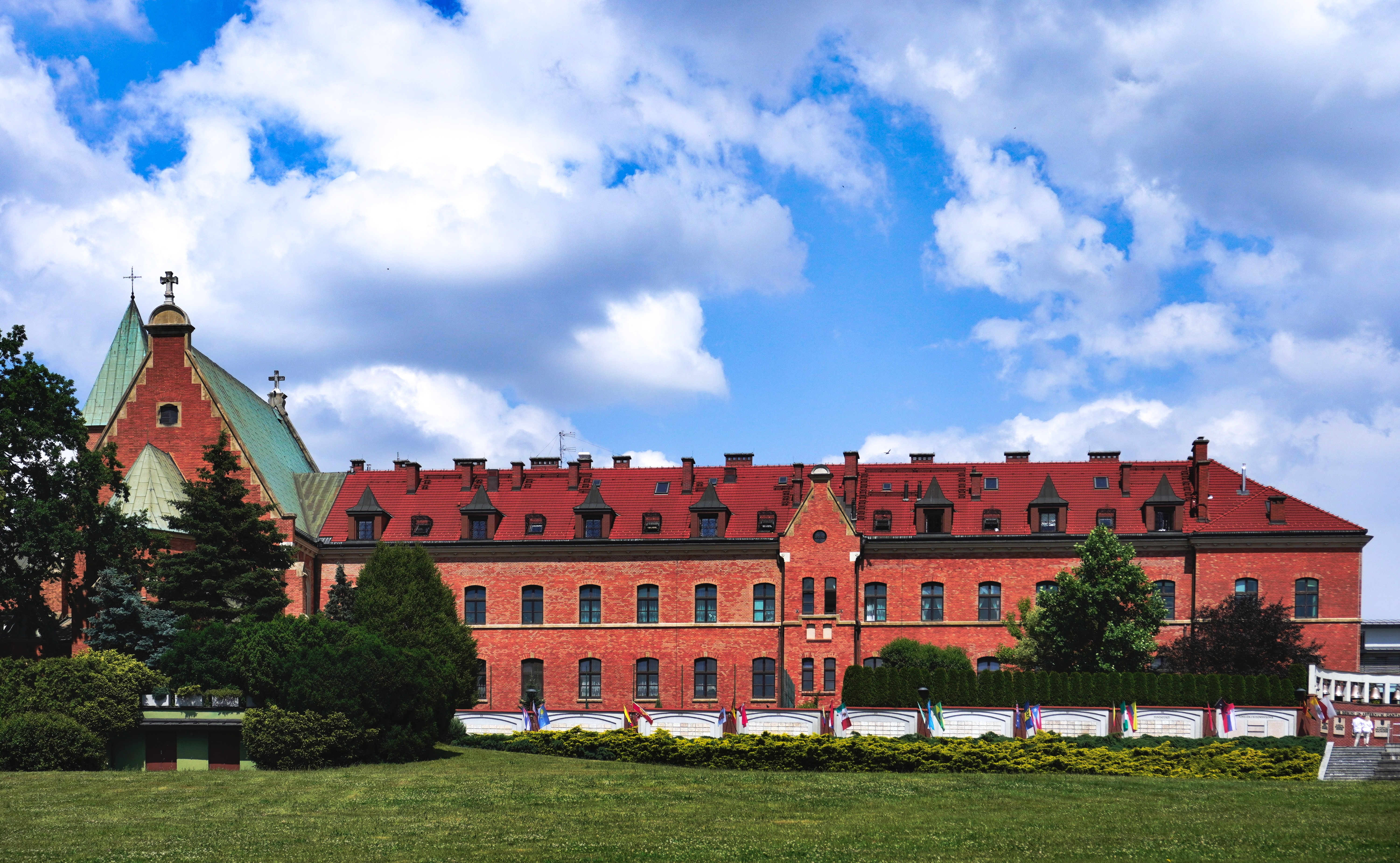
Klasztor Sióstr Matki Bożej Miłosierdzia
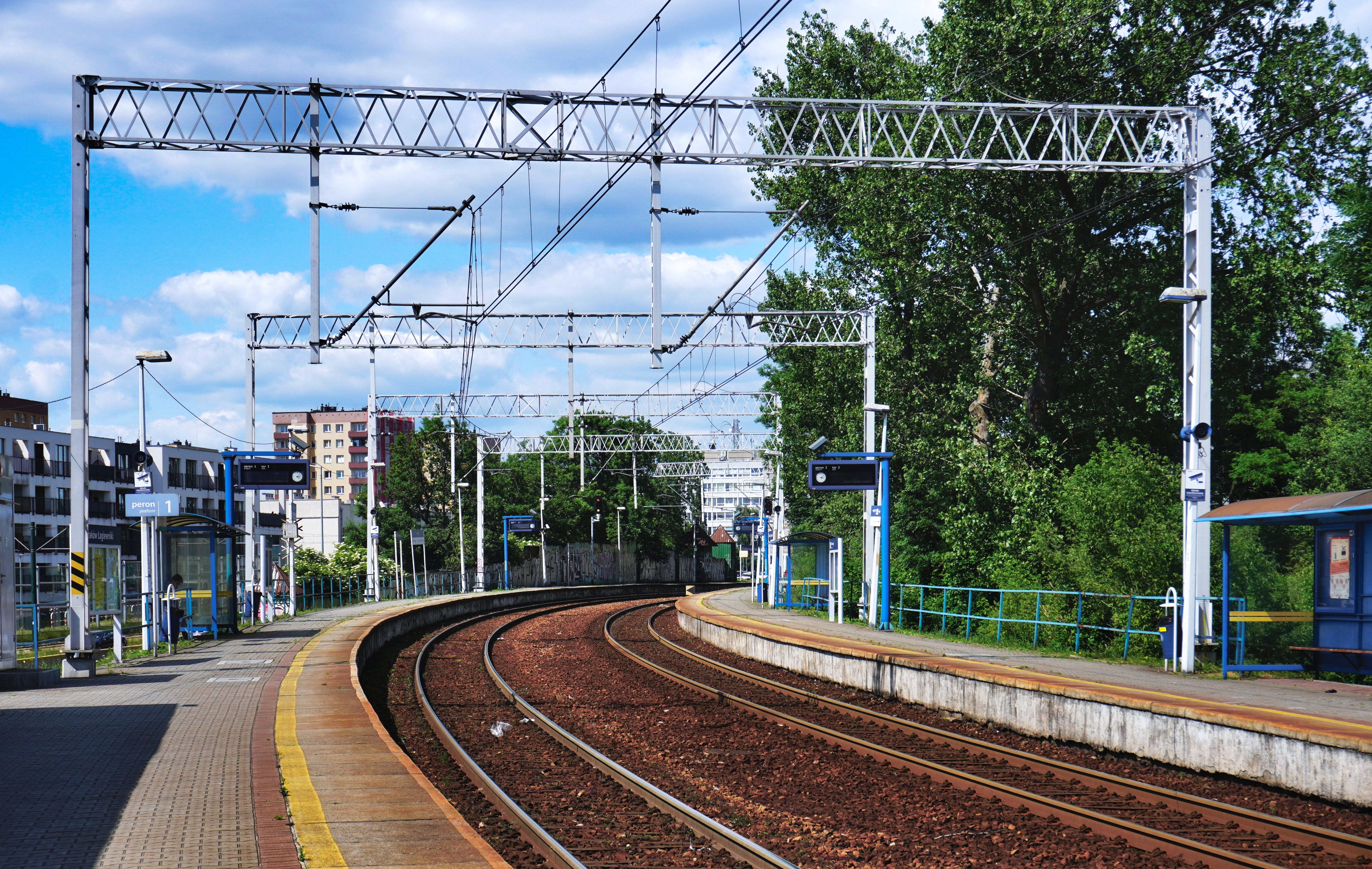
Przystanek kolejowy Kraków Łagiewniki
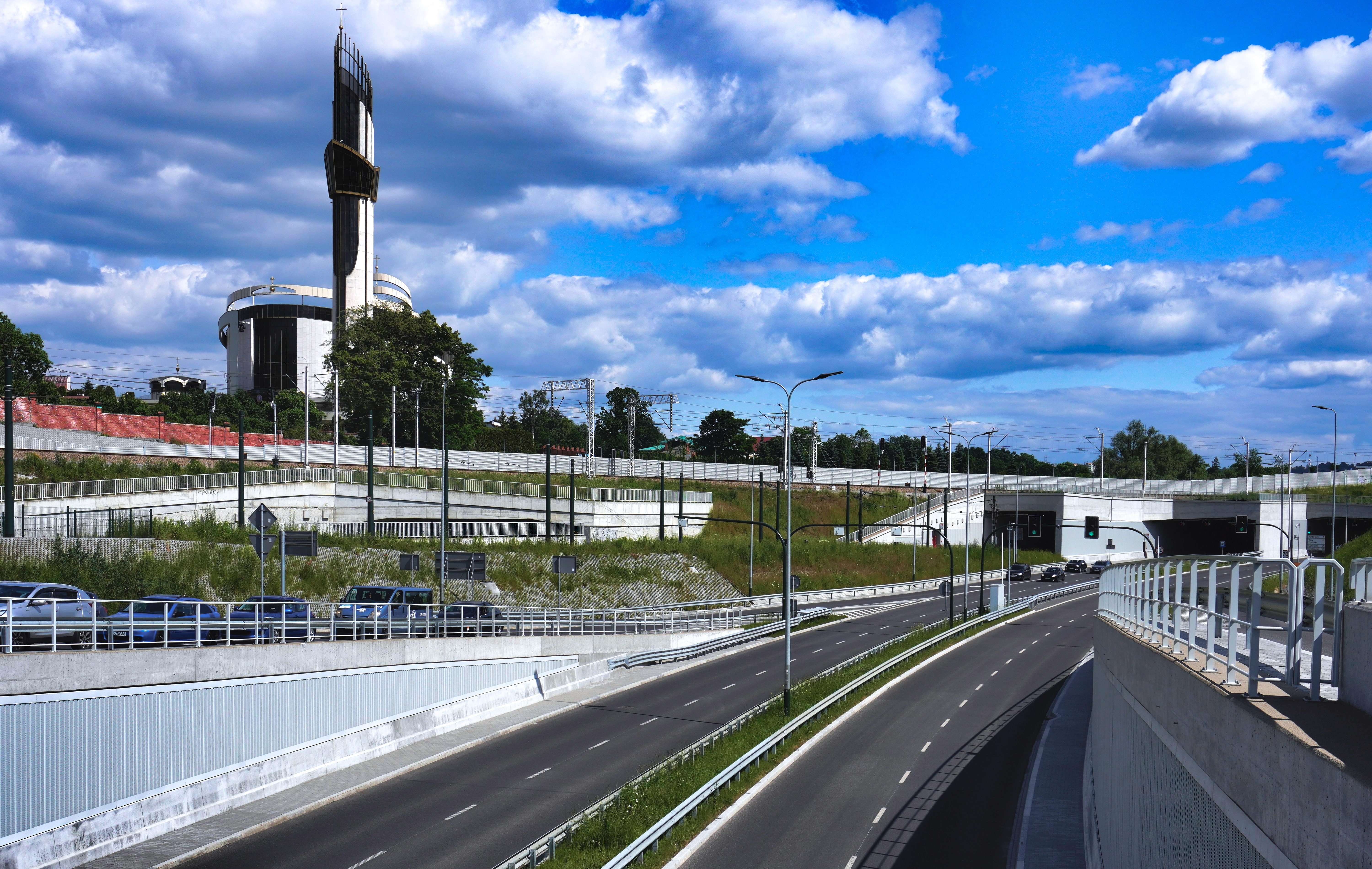
Trasa Łagiewnicka
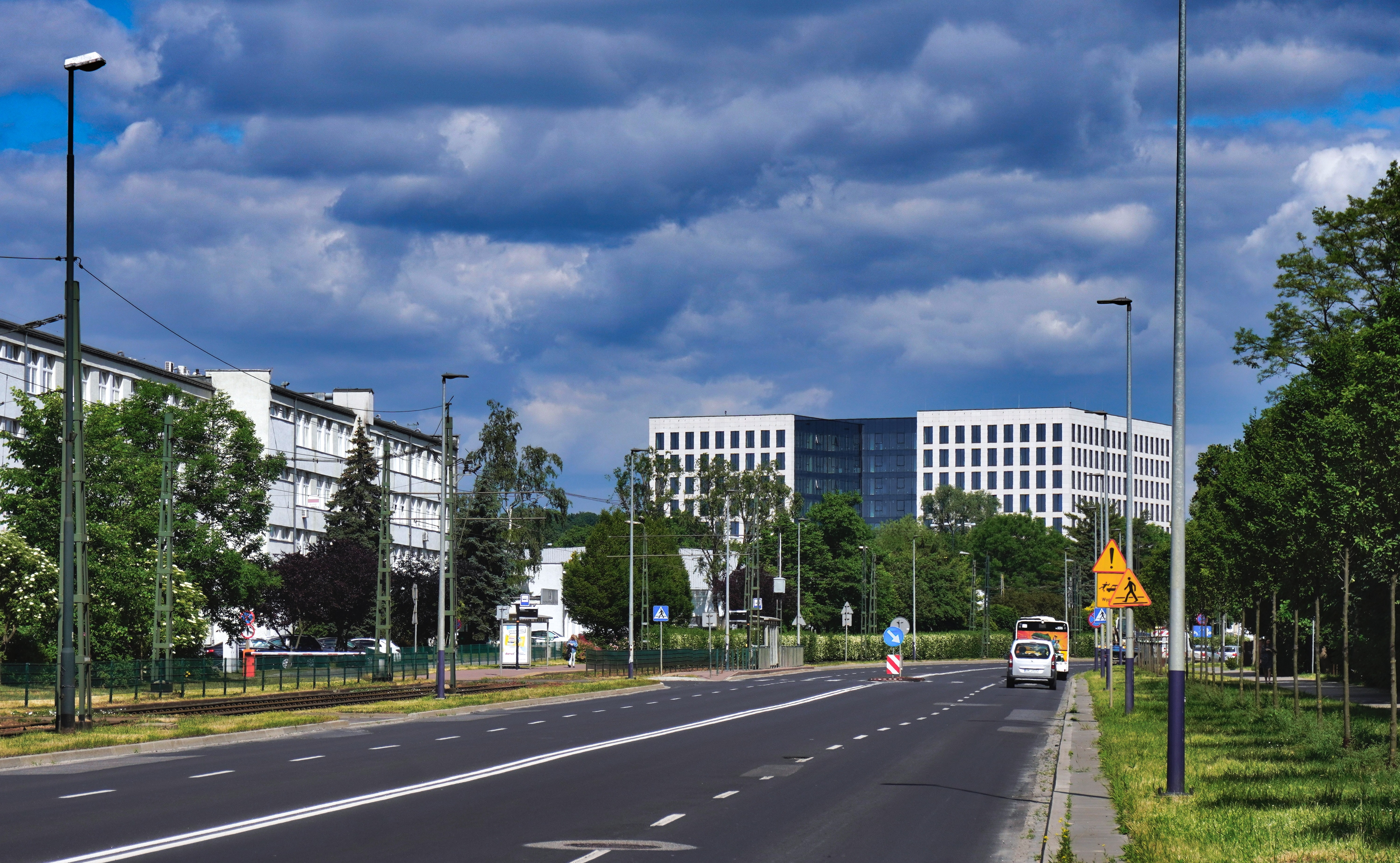
Ulica Jana Brożka
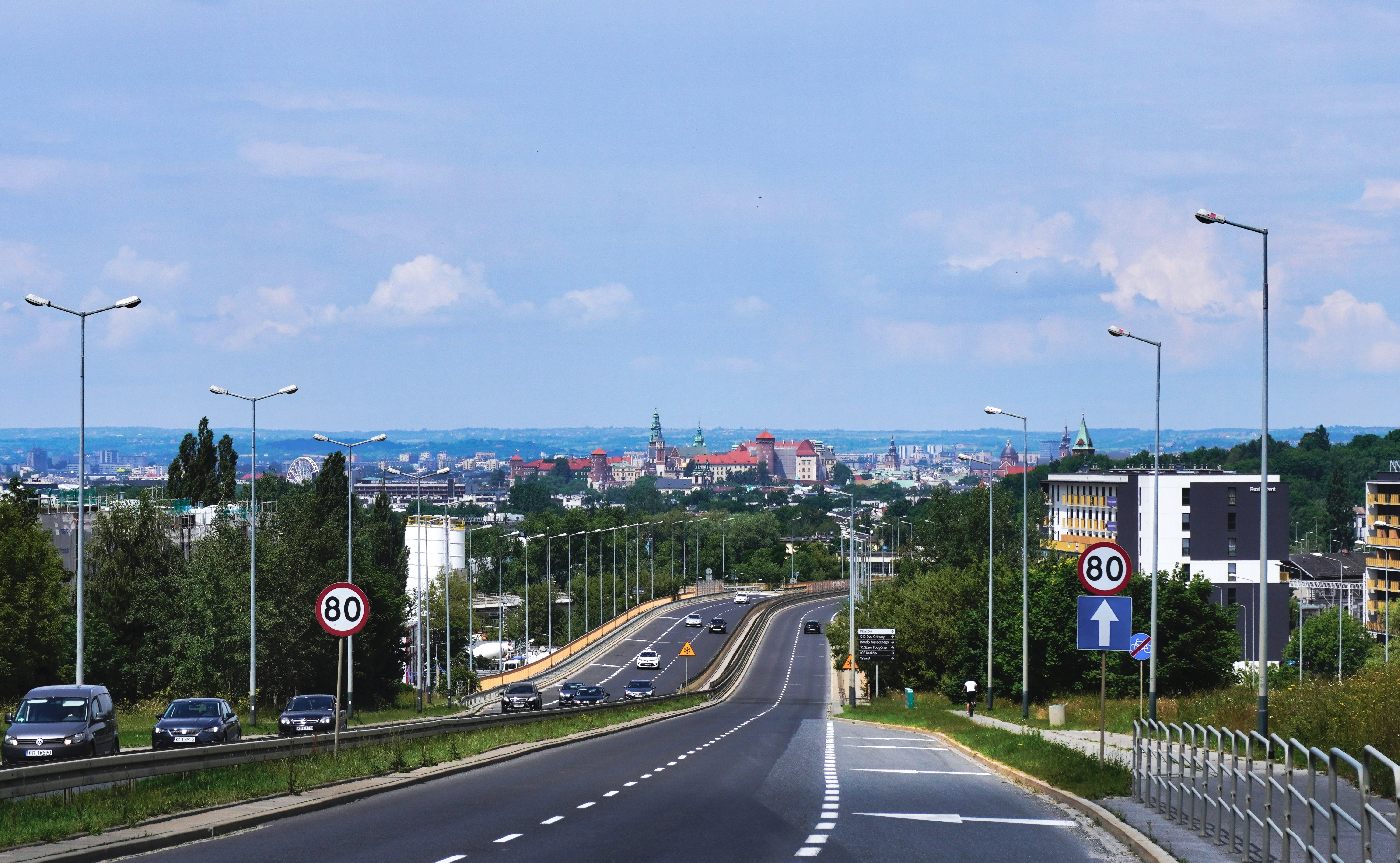
Ulica Jerzego Turowicza
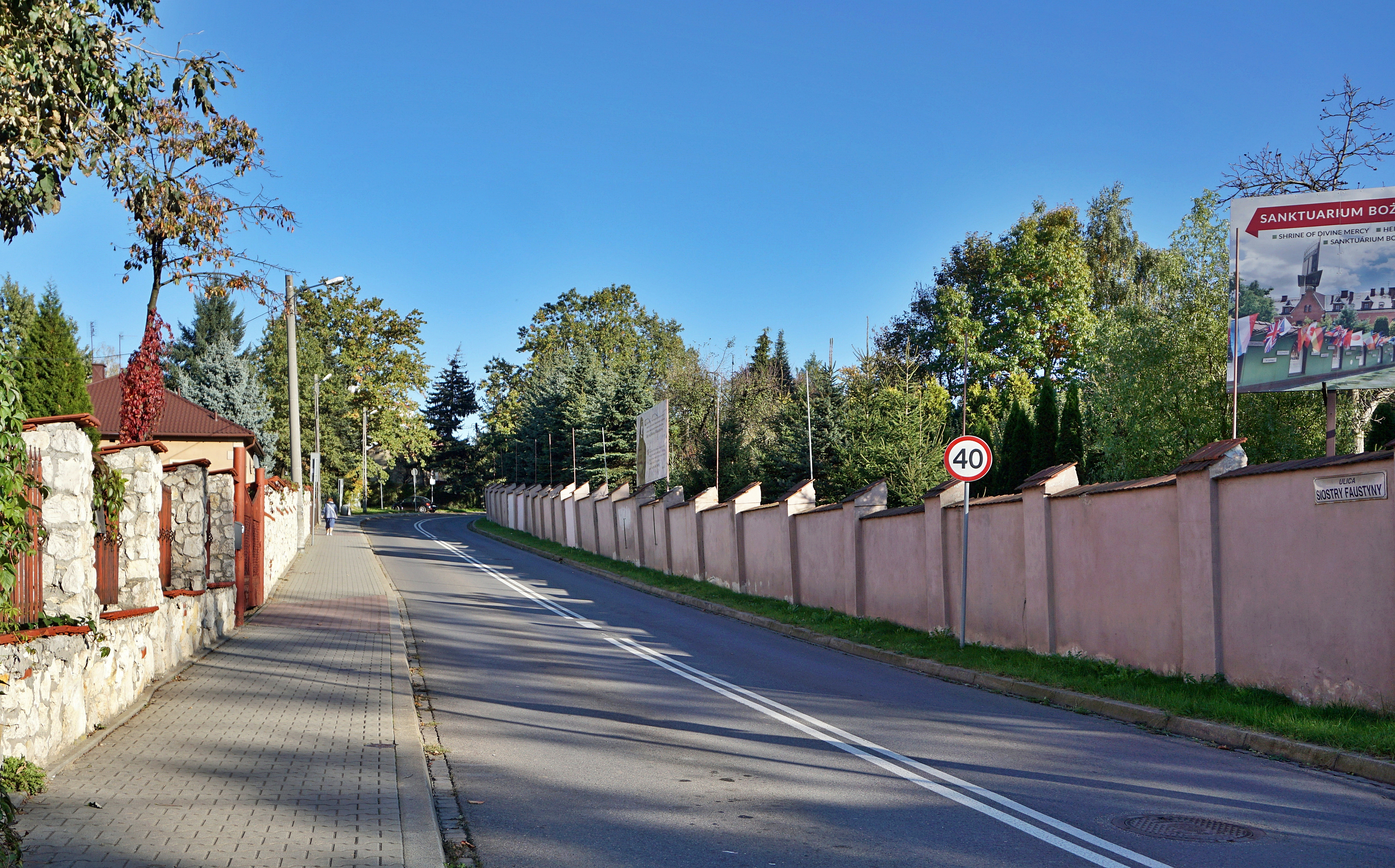
Ulica Siostry Faustyny
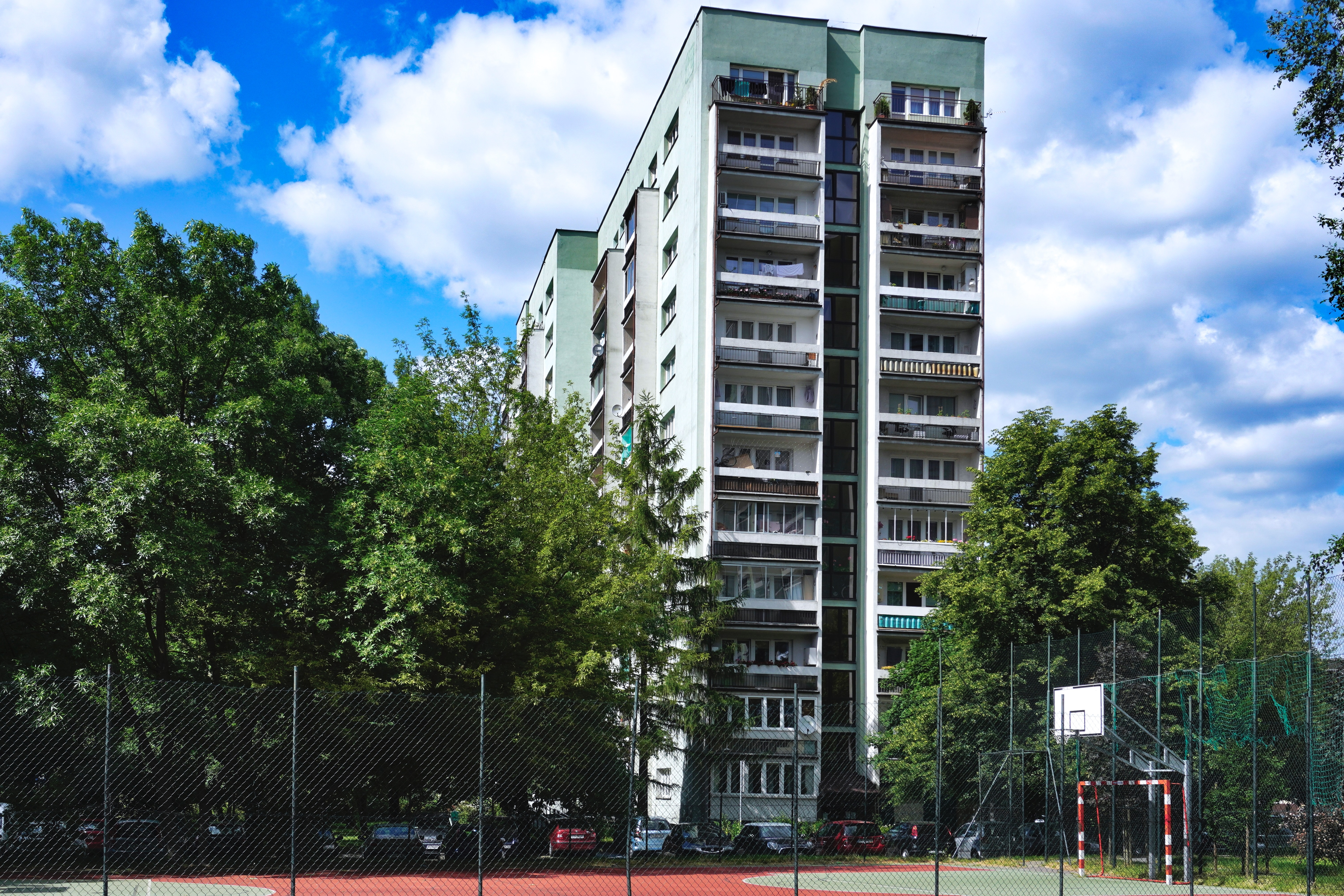
Osiedle Cegielniana, wnętrze osiedla, blok przy ul. Odrzańskiej 2